# Pseudotaxiphyllum machrisianum
Pseudotaxiphyllum machrisianum là một loài rêu trong họ Plagiotheciaceae. Loài này được (H.A. Crum) Ireland mô tả khoa học đầu tiên năm 1991.